# Летка (сельское поселение)
Летка — административно-территориальная единица (административная территория село Летка с подчинённой ему территорией) и муниципальное образование (сельское поселение с полным официальным наименованием муниципальное образование сельского поселения «Летка») в составе Прилузского района Республики Коми Российской Федерации.
Административный центр — село Летка.

## История
Статус и границы административной территории установлены Законом Республики Коми от 6 марта 2006 года № 13-РЗ «Об административно-территориальном устройстве Республики Коми».
Статус и границы сельского поселения установлены Законом Республики Коми от 5 марта 2005 года № 11-РЗ «О территориальной организации местного самоуправления в Республике Коми».

## Население
| 2010  | 2011  | 2012  | 2013  | 2014  | 2015  | 2016  |
| ----- | ----- | ----- | ----- | ----- | ----- | ----- |
| 2875  | ↘2862 | ↘2796 | ↘2706 | ↘2628 | ↘2600 | ↘2544 |
| 2017  | 2018  | 2019  | 2020  | 2021  |       |       |
| ↘2472 | ↘2393 | ↘2347 | ↘2329 | ↗2689 |       |       |

## Состав
Состав административной территории и сельского поселения:
| № | Населённый пункт | Тип населённого пункта       | Население |
| - | ---------------- | ---------------------------- | --------- |
| 1 | Гостиногорка     | деревня                      | 74        |
| 2 | Колобово         | деревня                      | 13        |
| 3 | Крутотыла        | деревня                      | 29        |
| 4 | Летка            | село, административный центр | ↘2508     |
| 5 | Малая Беберка    | деревня                      | 60        |
| 6 | Осиновка         | деревня                      | 3         |
| 7 | Поромшор         | деревня                      | 17        |